# Arteria brachialis

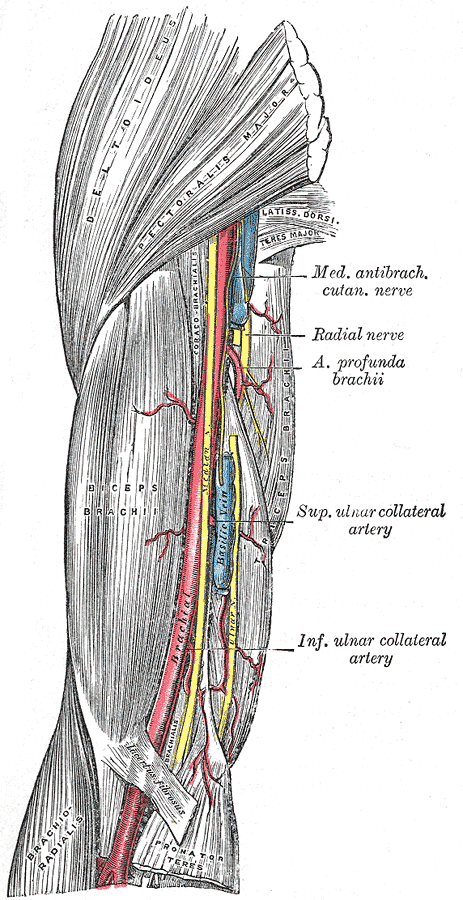
Arteria brachialis

Die Arteria brachialis („Oberarmarterie“) ist eine Schlagader (Arterie) des Oberarms und versorgt den gesamten Arm mit Blut. Sie liegt als Fortsetzung der Achselarterie (Arteria axillaris) in der inneren Bizepsfurche (Sulcus bicipitalis medialis), also an der Innenseite des Musculus biceps brachii am Oberarm. Unterhalb der Ellenbeuge teilt sie sich beim Menschen in die Arteria radialis und die Arteria ulnaris für den Unterarm. Bei den Haustieren gibt sie am Unterarm die Arteria interossea communis ab und wird dann als Arteria mediana bezeichnet.
Die Arteria brachialis wird beidseitig von Nerven flankiert, die zum medialen bzw. lateralen Faszikel des Armgeflechts (Plexus brachialis) gehören. Das sind medial der Nervus medianus und der Nervus ulnaris sowie anfangs der Nervus cutaneus antebrachii medialis und der Nervus cutaneus brachii medialis. Lateral der Arterie, unter dem Biceps, liegt der Nervus musculocutaneus.
Die Arteria brachialis gibt gleich am Anfang eine Kollaterale ab, die Arteria profunda brachii, die zusammen mit dem Nervus radialis und ganz am Anfang mit dem Nervus axillaris vom hinteren Faszikel des Plexus brachialis hinten zwischen dem medialen und dem lateralen Anteil des Musculus triceps brachii im Sulcus nervi radialis verläuft, wobei sie oberhalb der Ellenbeuge wieder nach vorne kommt und dann zwischen Musculus brachialis und Musculus brachioradialis liegt. In der Ellenbeuge fließt das Blut der Arteria profunda brachii über das Gefäßnetz um die Ellenbeuge (Rete articulare cubiti) wieder mit dem der Arteria brachialis zusammen. Die Kollaterale reicht aber nicht aus, um den Arm auf Dauer allein zu ernähren, wenn die Arteria brachialis verlegt ist.
Die Begleitvene der Arteria brachialis ist die Vena brachialis.

## Äste der Arteria brachialis beim Menschen
- Arteria profunda brachii
  - Arteriae nutriciae humeri
  - Ramus deltoideus
  - Arteria collateralis medialis (anastomosiert mit dem Rete articulare cubiti)
  - Arteria collateralis radialis (Endast der Arteria profunda brachii) Der R. anterior der Arteria collateralis radialis heißt im weiteren Verlauf A. recurrens radialis und anastomosiert mit A. radialis in der Regio cubiti anterior.
- Arteria collateralis ulnaris superior (anastomosiert mit A. ulnaris in der Regio cubiti anterior)
- Arteria collateralis ulnaris inferior (anastomosiert mit A. collateralis ulnaris superior)

## Klinische Bezüge
Die Arteria brachialis kann man bei Blutungen im Bereich des Unterarms in der Muskelfurche gegen den Oberarmknochen abdrücken. Im Bereich der Aufteilung der A. brachialis legt man bei der Blutdruckmessung das Stethoskop auf. Hier kann man auch versuchen, den Puls zu tasten, wenn man ihn am Handgelenk nicht finden kann. Bei Säuglingen oder Kleinkindern kann man den Puls an der A. brachialis in der Muskellücke besser tasten als am Handgelenk.
Bei Venenpunktionen in der Ellenbeuge besteht die Gefahr, die Arteria brachialis (insbesondere bei untypischem Verlauf) zu punktieren.